# Michael Altrichter
Michael Altrichter (* 4. September 1972 in Amstetten, Niederösterreich) ist ein österreichischer Startup-Unternehmer, Impact-Investor und Business Angel. Einer breiteren Öffentlichkeit wurde Altrichter als Jurymitglied der Startup-Show „2 Minuten 2 Millionen“ bekannt.

## Leben
Altrichter wuchs gemeinsam mit seinem älteren Bruder und seinen Eltern in Kematen an der Ybbs, Niederösterreich, auf. Seine Mutter war Volksschuldirektorin und sein Vater Werkführer in einem Papierbetrieb. Nach der Volksschule besuchte er das BRG Waidhofen an der Ybbs, welches er 1990 mit der Matura abschloss. Nach dem Wechsel nach Wien begann er im Oktober 1990 das Studium der Technischen Physik an der TU Wien, welches er 1997 als Master of Science abschloss. Im Sommer 1998 absolvierte er ein Programm an der International Space University von Cleveland, Ohio.
Altrichter ist Milizoffizier der Spezialeinheit Jagdkommando des Österreichischen Bundesheeres im Rang eines Leutnants. Michael Altrichter ist Vater von zwei Kindern und lebt mit seiner Lebensgefährtin in Allhartsberg, Niederösterreich.
1997 war er Programmmanager für den Aufbau des Funknetzes von ONE bei Orange Austria in Wien. Von 1998 bis 2000 war er im Vertrieb der Frequentis Nachrichtentechnik GmbH in Wien tätig.
Zwischen 2020 und 2021 war er als „Startup Beauftragter“ des Bundesministeriums für Digitalisierung und Wirtschaftsstandort in einer beratenden Funktion für die damalige österreichische Bundesministerin Margarete Schramböck zuständig.

## Tätigkeiten
2000 gründete Michael Altrichter zusammen mit Armin Sageder, Michael Müller und Reinhard Eilmsteiner in Wien das Prepaid-Wertkartenunternehmen Paysafecard für Geldtransaktionen im Internet. Die Umsetzung erfolgte durch eine Prepaid-Karte, die nach dem Vorbild von Telefon-Wertkarten entwickelt wurde. Das Unternehmen wurde 2013 an die Skrill Holdings Ltd. verkauft.
2011 gründete er mit Stefan Kalteis die Payolution GmbH. Das Unternehmen entwickelte Software-Lösungen für das Online-Payment und wurde fünf Monate nach Gründung an die Skrill Holding Ltd. verkauft.
Michael Altrichter ist Vorsitzender des Aufsichtsrats der startup300 AG, einem Startup-Investment-Unternehmen mit 29 Startup-Beteiligungen.
Michael Altrichter war fünf Staffeln in der Startup-Show „2 Minuten 2 Millionen“ des TV-Senders PULS 4 Mitglied der Jury. Mit dem Ende der fünften Staffel stieg Altrichter aus der Sendung aus.

## Auszeichnungen
Business Angel of the Year 2014